# Live Board
株式会社 LIVE BOARD（LIVE BOARD, INC）は、東京都渋谷区に本社を置くNTTドコモグループの企業。日本のデジタルサイネージ広告事業を行っている。スローガンは、『“Figure the Real World”』。

## 概要
- 通信会社のNTTドコモと大手広告代理店の電通グループ、博報堂ＤＹメディアパートナーズが出資した、日本で初めてインプレッションに基づいたDOOH[注釈 1]広告配信を行う媒体社であり、配信プラットフォーマーでもある。[注釈 2]。

## 沿革
詳細は、こちらより：https://corp.liveboard.co.jp/about/
- 2019年2月1日 - NTTドコモから51%、電通グループから49%各々共同出資される形で、株式会社LIVE BOARDを従業員35人程度で設立[注釈 2]。
- 2019年6月26日 - 東京都渋谷区神宮前に本社オフィスを開設[4]。
- 2019年8月7日 - コーポレートサイトをリニューアル[5]。
- 2019年9月12日 - LEDビジョンを新たに計6面の放映を開始[6]。
- 2019年11月11日 - 当社とNTTドコモ、埼玉高速鉄道、ビズライト・テクノロジーの4社で埼玉高速鉄道線の車内にあるSaiNet Visionに「ダイナミックビークルスクリーン」を活用したダイナミックDOOH事業を共同で推進する事で合意[7]。
- 2020年3月6日 - 同社とNTTテクノクロスが、屋内デジタルサイネージにおけるインプレッション計測モデルの確立に向けた実証実験を3月9日に開始[8]。

## 資本構成
企業・団体の名称は当時のもの。出典：
| 資本金    |
| --------- |
| 27.55億円 |

| 株主                           |
| ------------------------------ |
| NTTドコモ                      |
| 電通グループ                   |
| 博報堂ＤＹメディアパートナーズ |

## 広告ビジョン設置場所
現在、全国に51,700以上の配信面を保有。自社で設置したスクリーンだけでなく、他社との連携も日々拡大中です。